# Meloscaphander imperceptus
Meloscaphander imperceptus is een slakkensoort uit de familie van de Scaphandridae. De wetenschappelijke naam van de soort is voor het eerst geldig gepubliceerd in 1975 door Bouchet.